# 忠烈祠
忠烈祠，或稱忠魂祠、英烈祠、英魂祠、英靈祠、忠烈廟、昭忠祠、顯忠祠、褒忠祠等，是祠廟的一種，為歷代褒揚忠義精神，建祠追祀為國殉難、殉職的忠臣烈士之獨立建築物，祠名「忠烈」、「忠魂」等。除了專門為供奉忠臣烈士而興建的祠廟外，亦有些是以其他建築改建而成，如神社。由於儒家提倡忠、義等品德，興建忠烈祠除紀念和奉祀殉國忠臣烈士外，還有著道德教化的作用。

## 沿革
中國歷代對忠臣烈士即有設祠奉祀，祠名為皇帝封賜。北京法源寺就是唐太宗李世民為悼念在東征高句麗戰爭中陣亡的將士而建立的忠烈祠，最初叫憫忠寺，清朝改名為法源寺。
這種建祠供奉忠臣烈士，再由君主賜名的風習亦傳至漢字文化圈其他地區如朝鮮半島、越南等地。這些地區結束君主制後，忠烈祠則由政府設置。

## 各地的忠烈祠

### 中國大陸
據1942年中華民國內政部統計，當時中國大陸已有六百多個縣市設立忠烈祠，多由舊日孔子廟、關帝廟、城隍廟、地藏庵、東嶽殿，甚至是雙忠廟、武侯祠等廟宇附加小廟祭祀。至於「首都忠烈祠」則因對日抗戰，甚至直至國民政府遷台以前，始終無法建成。
雖然中國建有不少忠烈祠，但部份因為日久失修而倒塌，亦有些在文化大革命時被毀，現存紀念抗日烈士的忠烈祠包括：
- 南岳忠烈祠：位於湖南衡阳，建成於1943年7月7日，是中国建筑最早、规模最大的抗日战争纪念地之一[2]；
- 嶽麓山忠烈祠：位於湖南長沙嶽麓山赫石坡，始建於1939年，紀念在長沙會戰中抗日陣亡的將士。1946年修建的陸軍第七十三軍抗戰陣亡將士墓位于忠烈祠之後的山中；
- 騰沖忠烈祠：位於雲南騰沖縣的國殤墓園內，建成於1945年7月7日，奉祀抗日戰爭時期中國遠征軍第二十集團軍攻克騰沖戰鬥中陣亡將士；
- 商城忠烈祠：位於河南商城縣東南郊半個店，建成於1943年7月7日，奉祀抗日戰爭時期陸軍第八十四軍陣亡將士[3][4][5]。

奉祀古代英烈的則有：位於山西省忻州逯家莊村忻州忠烈祠，創建年代不詳，奉祀春秋時代晉國義士公孫杵臼。位於江蘇省無錫宜興的周王廟奉祀出征平西而殉國的晉朝晉平將軍周處。

### 臺灣

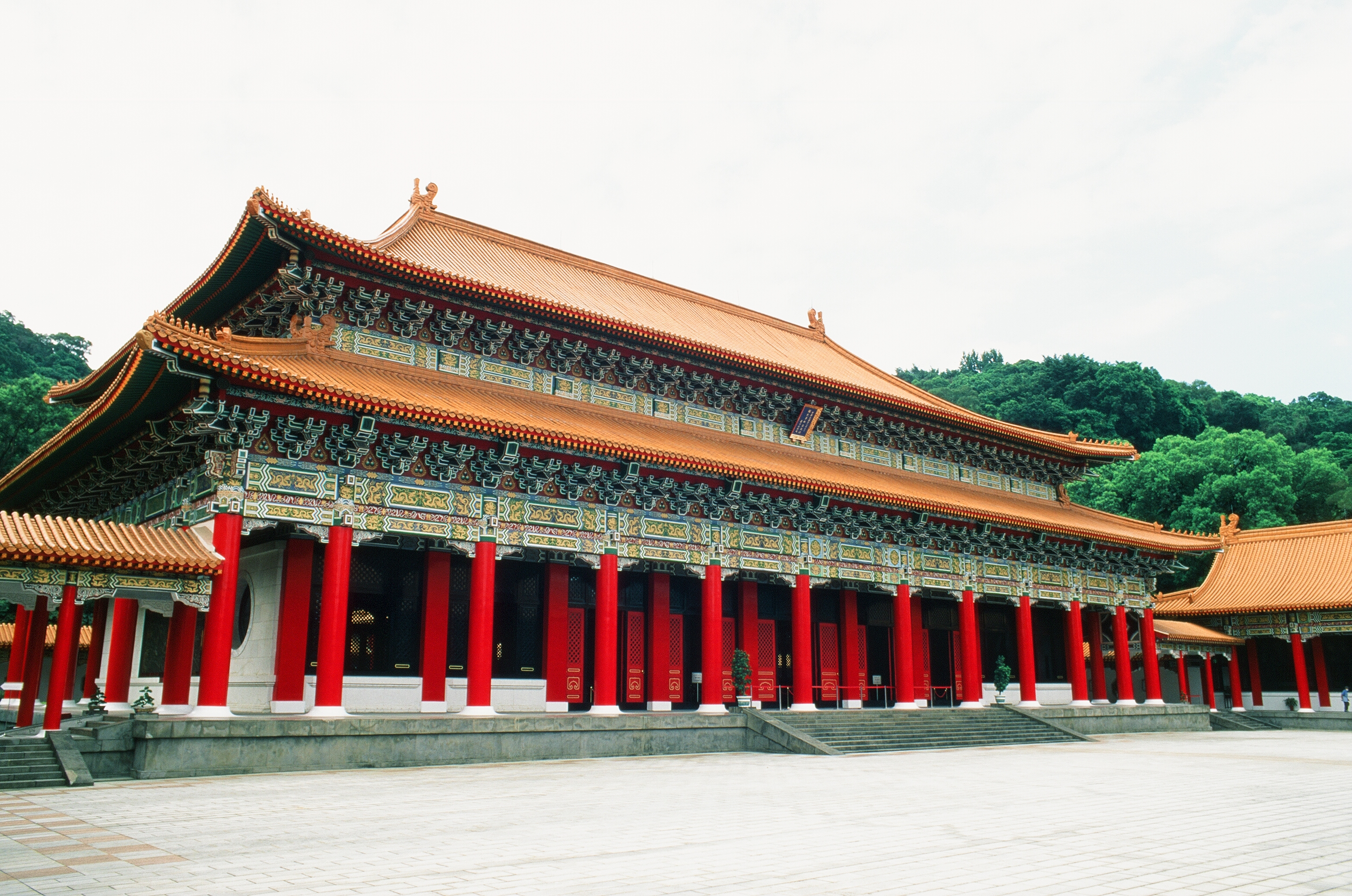
臺北圓山忠烈祠

現存多為國民政府戰後改建原本日本時代的神社而來，奉祀為中華民國殉職，並有其重大忠貞事蹟且足資衿式的官兵、警察及人民的祠廟。
依中華民國內政部所頒佈《忠烈祠祀辦法》，於各直轄市、縣市政府所在地設置忠烈祠，中央政府所在地則設首都忠烈祠，由總統主祭。
健康幼稚園火燒車事件中健康幼稚園老師林靖娟為搶救學童而身亡，為台灣第一位入祀忠烈祠的平民。

### 朝鮮半島
朝鮮半島亦有多間所忠烈祠，有些是奉祀在壬辰倭亂時殉國的烈士，如奉祀東萊府使忠烈公宋象賢、釜山鎮僉使鄭撥將軍的釜山忠烈祠、奉祀忠武公李舜臣將軍的統營忠烈祠，亦有奉祀與埋葬日本統治時期的抗日烈士，以及歷任韓國國家元首、愛國志士、殉國烈士等的忠烈祠，如首爾銅雀區銅雀洞的國立顯忠院。

### 越南
受源自中國的儒家文化影響，越南也有多個忠烈祠。河內市棟多郡文廟坊阮勸庯的忠烈庙是後黎朝的武廟，始建於正和六年（1685年），奉祀越南歷代功臣名將。阮朝時，反抗法軍侵略而犧牲的守城官員阮知方也入祀忠烈廟，阮林、張國用、黄耀、段壽和阮高等人附祀。英烈忠魂祠是奉祀越戰期間陣亡將士。

### 日本
日本在大日本帝國時代設置招魂社，供奉為國捐驅的英靈，戰後除東京招魂社外全部改稱為護國神社，東京招魂社則改名為靖國神社。由於二次大戰後日本把甲級戰犯的牌位放於靖國神社供奉，該社常被認為是日本軍國主義象徵。

### 漢字文化圈以外
一些漢字文化圈的海外僑民於他們的僑居地亦建有忠烈祠供奉同胞英烈，如泰國清邁府唐窩村唐窩忠烈祠，是當地華人興建以奉祀泰北孤軍第三軍陣亡將士及先賢。